# Guillaume Barraband
Pour les articles homonymes, voir Barraband.
Ancien musicien du groupe Spook and the Guay, Guillaume Barraband, né en 1977, est un auteur-compositeur-interprète français. Il est par ailleurs acteur et directeur artistique d'évènements culturels.

## Biographie
Étudiant en musicologie à Toulouse, il commence sa carrière en 1999 en tant que clavier et choriste du groupe ska-rock Spook and the Guay .
En 2001, il quitte le groupe pour rejoindre le collectif Alter & Co, dont il écrit, compose, arrange et réalise l'album La Part des Choses,.
En 2002, il fonde et chante dans la formation L'Homme en Bleu dont le spectacle musical, Un Père et Passe, se jouera jusqu'en 2006,. En parallèle il produit et coréalise pour le compte du label Toulouse En Scène deux compilations mettant en valeur la Chanson française d'origine toulousaine : Toulouse en Scène et Toulouse en Chanson.
C'est en 2006 qu'il entame son premier tour de chant solo, avec un spectacle d'abord baptisé Macabracadabra, puis Fantaisie Macabre. Il déploie dans ce piano-voix un univers cynique, onirique et enfantin inspiré des films de Tim Burton. Il tournera ce spectacle jusqu'en 2009, le jouant notamment sur l'édition 2008 du Festival Pause Guitare d'Albi ; ainsi que dans des coplateaux tels que Toulouse AOC aux côtés de Hervé Suhubiette, Michèle Mülhemann, Manu Galure et Fred Cavalin du groupe Pulcinella.
L'Épopée Rustre, dont le titre joue de sa ressemblance avec l'acteur Romain Duris, est un spectacle qu'il crée en 2010. Il y développe ses influences jazz et swing sur des textes tantôt poétiques (Alice, Rue Renard) tantôt engagés (7 avril 2004, On Me Dit). Les chansons de ce spectacle lui permettent de remporter le prix du public et le prix de la musique de l'édition 2010 du festival Paroles et Musique du Pic D'or ; ainsi que le prix du public, le prix SACEM et la 2e place du tremplin 2013 "la Truffe d'Argent" de Périgueux. En parallèle de cette tournée, il assouvit sa passion pour le tango en fondant l'ensemble Tangonella, un quintet vocal interprétant des morceaux de tango a capella.
L'album L'Épopée Rustre sort en 2012 et va lui valoir une critique élogieuse dans le magazine FrancoFans. Chaque étape de la production de l'album fut pensée, à l'initiative de l'artiste, dans une démarche de développement durable.
Le 2e extrait de l'album, On Me Dit est sélectionné par l'Académie Charles-Cros pour entrer dans le dispositif des Chroniques Lycéennes, lui valant une parution dans le cahier spécial des Inrockuptibles. Lors de l'édition 2013 du festival Alors… Chante !, l'album L'Épopée Rustre reçoit un Coup de Cœur de l'Académie Charles-Cros,.
Dès 2014, il se lance dans un nouveau projet qui portera bientôt le nom suivant : Le Réveil des Pantoufles. Guillaume Barraband en parle en ces termes :
"Après 5 années et plus de 200 concerts passés à défendre en solo, puis en trio un spectacle musical aux allures de stand-up nommé l’Épopée Rustre, j’ai eu envie d’un nouveau tour de chant plus musical, mêlant mes musiques de prédilections d’Amérique du Sud comme le tango argentin, ainsi que le rock puissant et les musiques d’Ennio Morricone et de Nino Rota. La recherche d’un nouveau son, la redéfinition constante des rôles de chaque instrument, l’amour de la voix, des polyphonies, sont au cœur de l’approche de ce spectacle.
Réunissant souvenirs, expériences familiales et une multitudes d’anecdotes et de mutations de langage médiatiques, les textes explorent les affres d’une humanité contrainte, étouffée, normalisée, qui n’attend qu’une étincelle pour mettre le feu aux poudres plutôt que d’envisager son éveil dans une paix volontaire. J’y dépeins les relations complexes et enthousiasmantes de la famille, les amours impossibles, les rêves d’enfants, les utopies adolescentes, ainsi que la globalisation et l’uniformisation d’un monde qui nie les particularismes locaux ou les exacerbent en communautés isolées."
Sur scène, il est parfois seul avec sa guitare et son clavier, parfois il est accompagné sur scène d'Aladin Chaboche à la guitare et aux chœurs et de Jean-Marc Serpin à la contrebasse et aux chœurs.
C'est avec ces deux acolytes et rejoint pour l'occasion de Simon Portefaix à la batterie qu'il enregistre fin 2015 (pour une sortie début 2016) Le Réveil... EP de 5 titres tirés du spectacle Le Réveil des Pantoufles et de 2 titres bonus et qui annonce un album prochain…

## Discographie
Albums solo
Avec Spook and the Guay (claviers, chœurs) :
- 1999 : Ocho Rios, EMI / MSI
- 2001 : Spook and the Guay en concert, Virgin / EMI

Avec Alter & Co :
- 2001 : La part des choses, Toulouse en scène / Mosaïc Music Distribution

Avec L'homme en bleu :
- 2007 : L'Homme en Bleu, Toulouse en scène

## Contributions
- 2001 : Toulouse en Scène, Compilation d'artistes toulousains, Big brother (avec Alter&Co)
- 2002 : Active Sound, Compilation musiques actuelles, La part des choses (avec Alter&Co)
- 2003 : Active Sound #2, Compilation musiques actuelles, Así se van (avec Alter&Co)
- 2005 : La tribu bouffe du Gotainer, reprises en hommage à Richard Gotainer, La photo qui jaunit (avec L'homme en bleu)
- 2006 : Toulouse en Chanson, Compilation d'artistes toulousains, L'amer à Boire (en solo) et Je ne peux (avec L'homme en bleu)
- 2012 : Chroniques Lycéennes #12, Sélection de 20 artistes de la nouvelle scène francophone, On Me dit (en solo)
- 2013 : Le visage de River (album de Julie Rousseau), composition et chœurs du titre Les Sables Émouvants.

## Télévision
À l'âge de 11 ans, Guillaume joue Alex dans la série télévisée Les Compagnons de l'aventure : Les Ouchas, produite par IMA productions et diffusée sur TF1 dans l'émission du Club Dorothée.

## Direction Artistique
Guillaume Barraband a assuré la direction artistique et/ou la programmation de divers évènements culturels du sud-ouest.
2008
- Festival Toulouse d'Été (festival musical toulousain) programmation du plateau "Toulouse en Chanson" : Éric Lareine, Manu Galure, Nicolas Bacchus, etc.

2009
- Festival Toulouse d'Été (festival musical toulousain) programmation du plateau "Toulouse en Chanson… du monde" : Ange B. des Fabulous Trobadors, Rita Macedo des Femmouzes T., etc.
- Festival Chambre avec Vues (festival de musique de chambre tarnais) direction artistique : Rafael Andia, Omo Bello, Quatuor Leonis…

2010
- Festival Toulouse d'Été (festival musical toulousain) programmation du plateau "Toulouz'Elles" : Françoise Chapuis des Femmouzes T., Nadine Rossello, etc.
- Festival Chambre avec Vues (festival de musique de chambre tarnais) direction artistique : Quatuor Satie, Quatuor Anches hantées, Fabrice Millischer, etc.
- les Jeudis de la Chanson (printemps musical du Tarn) direction artistique : Presque oui, Vincent Delbushaye, etc.

2011
- Festival Chambre avec Vues (festival de musique de chambre tarnais) direction artistique : Quatuor Modigliani, Sœurs Caronni, trio Talweg, etc.
- les Jeudis de la Chanson (printemps musical du Tarn) direction artistique : Alain Sourigues, Thibaut Derien, etc.

2012
- Festival Chambre avec Vues (festival de musique de chambre tarnais) direction artistique : Roulotte Tango, le Concert Impromptu, etc.
- les Jeudis de la Chanson (printemps musical du Tarn) direction artistique : Patrice Caumon & Lucas Costa, Iaross, etc.

2013
- Festival Chambre avec Vues (festival de musique de chambre tarnais) direction artistique : Ensemble Artefact, Mieko Miyazaki & Guo Gan, etc.
- les Jeudis du Vendredi (printemps musical du Tarn) direction artistique : Serge Lopez, Trio Zéphyr, etc.

2014 à 2016
- La Saison programmation culturelle mensuelle éclectique à Rabastens et alentours : direction artistique avec Aladin Chaboche et Aurélia Courbières.